# Smithfield Foods
Smithfield Foods, Inc. ist der größte Schweinefleischproduzent in den USA mit Firmensitz in Smithfield, Virginia/USA. Das Unternehmen gehört zur chinesischen WH Group (bis Januar 2014 Shuanghui-Gruppe) mit Sitz in Luohe, Henan/China, welche der größte Schweinezucht- und Schweinefleischverarbeitungskonzern der Welt ist.

## Firmendaten
Das multinationale Unternehmen erzeugt pro Jahr 14 Millionen Ferkel und verarbeitet 27 Millionen Schweine zu diversen Fleischwaren. 2006 waren dies insgesamt 2,7 Millionen Tonnen Schweinefleisch sowie 635.000 Tonnen frisches Rindfleisch, die unter Markennamen wie Smithfield, Butterball, John Morrell, Gwaltney, Patrick Cudahy, Krakus, Cook's Ham und Stefano’s in den Handel gebracht wurden. Smithfield hat Niederlassungen in 26 US-Bundesstaaten und 9 Ländern sowie Vertrieb in 44 Ländern weltweit.
Mit Stand April 2006 hat der Smithfield-Konzern insgesamt etwa 52.500 Mitarbeiter, davon 22.500 gemäß Tarifverträgen. In den Smithfield-Schweinebetrieben sind etwa 18.000 von gesamt etwa 31.800 Mitarbeitern gewerkschaftlich organisiert (entspricht ca. 56 %). Staatliche Behörden der USA haben festgestellt, dass Smithfield systematisch Rechte von Arbeitnehmern verletzt.
Zu den größten Hauptkonkurrenten gehören Cargill, Tyson Foods und JBS Swift Group.

## Geschichte
Die Ursprünge des Unternehmens liegen in der heute größten Tochtergesellschaft, der Smithfield Packing Company. Diese Gesellschaft wurde 1936 gegründet von Joseph W. Luter und seinem Sohn Joseph W. Luter junior. Sitz des Unternehmens wurde die Stadt Smithfield am Pagan River, einem Nebenfluss des James River im Isle of Wight County, Bundesstaat Virginia, USA. Seit der Übernahme der Firmenleitung durch Joseph W. Luter III im Jahr 1964 entstand durch verschiedene Firmenübernahmen, unter anderem von Farmland Foods und Eckrich, der heutige Konzern. Im September 2006 stimmte Smithfield Foods einer Fusion mit Premium Standard Farms zu, diese unterliegt jedoch noch dem Vorbehalt der Zustimmung der Kartellabteilung des US-Justizministeriums.
Die Smithfield Packing Company betreibt in Tar Heel, Bundesstaat North Carolina seit 1992 den größten Schlachthof der Welt. Chef dieses größten Tochterunternehmens ist seit 2004 Joseph W. Luter IV, der zuvor „executive vice president“ der Mutterfirma war.
Smithfield Foods erhielt bereits mehrere Auszeichnungen, unter anderem als überdurchschnittlich sozial verantwortlich handelndes Unternehmen und als Fleischverarbeiter des Jahres 2006. Die Zeitschrift Fortune hat Smithfield vier Jahre in Folge in seine jährliche Liste der am meisten bewunderten Unternehmen Amerikas aufgenommen und führt es in der „Fortune 500“-Liste der umsatzstärksten amerikanischen Unternehmen.
Anfang März 2008 gab das Unternehmen bekannt, dass es für 565 Millionen US-Dollar in bar seine Rindfleisch-Sparte Smithfield Beef Group Inc. (SBG), bisher mit Sitz in Green Bay, an JBS verkaufen wird.
Im Oktober 2008 wurde die Fusion von Campofrio Alimentación, S.A mit der Groupe Smithfield zur Campofrío Food Group genehmigt. Aufgrund von Finanzierungsproblemen und der schwierigen wirtschaftlichen Lage in Europa, ließ Smithfield die Fusion im Juni 2011 platzen.
Am 29. Mai 2013 gab die chinesische Shuanghui International Holdings Ltd. den Abschluss einer Vereinbarung bekannt, im Wege einer Fusion Smithfield Foods für 4,7 Milliarden US-Dollar zu übernehmen. Shuanghui International Ltd. ist Mehrheitsgesellschafter von Henan Shuanghui Investment & Development Co., dem größten Fleischverarbeitungsunternehmen in der Volksrepublik China (Hauptmarke: Shineway).
Ende September 2013 wurde Smithfield für über sieben Milliarden Dollar von Shuanghui übernommen. Die nunmehr rund 100.000 Mitarbeiter werden jährlich an die sechs Milliarden Kilogramm Schweinefleisch erzeugen.
Anfang 2014 schloss Shanghui eine Vereinbarung mit dem mexikanischen Lebensmittelhersteller Sigma Alimentos über eine zeitlich befristete finanzielle Beteiligung an der indirekten Übernahme von Campofrío durch Sigma mittels Smithfield Foods.
Die Beteiligung von Shuanghui an Campofrío wurde Mitte 2015 an den Mehrheitspartner Sigma Alimentos verkauft.
Anfang 2017 schloss Smithfield die Übernahme des größten kalifornischen Schweinefleischverarbeiters, Clougherty Packaging (Marken: Farmer John, Saag’s Specialty Meats) von Hormel Foods ab.
2020 geriet das Unternehmen in die Schlagzeilen, als die Schlachterei in Sioux Falls, South Dakota während der COVID-19-Pandemie in den Vereinigten Staaten nach der Infizierung von 240 Beschäftigten am 12. April 2020 geschlossen werden musste.

## Marken
Smithfield Foods ist inzwischen auch auf dem europäischen Markt vertreten (besitzt dort z. B. seit 2006 die Sara Lee Foods Europe, zu deren Marken unter anderem „Aoste“ gehört, sowie die Marke Weight Watchers im Bereich gekochter Fleischprodukte), hat Tochtergesellschaften und Beteiligungen in Deutschland, Rumänien, Frankreich, England, Polen und Spanien. Weitere Marken von Smithfield Foods in Europa sind unter anderem: Morliny, PEK, Smithfield Authentic Deli, Krakus, Yano, Constar, Animex, Mazury, Agryf, Suwalki, Ekodrob, Tygryski, Morlinki, Berlinki, Comtim, Campofrío.
Smithfield strebt dabei an, die gesamte Wertschöpfungskette der Fleischproduktion, also Mast, Schlachtung und Weiterverarbeitung zu Fleischwaren, selbst zu betreiben.

## Kritik
Smithfield wird für seine Umweltpolitik kritisiert, da es an seinen Standorten riesige Gülle- bzw. Fäkalienspeicher errichtete, ohne diese Stoffe einer Weiterbehandlung zu unterziehen. Darüber hinaus setzt Smithfield, wie seine Konkurrenten, auf die industrielle Aufzucht und Schlachtung von Tieren. Unabhängige Kontrollen der Lebensbedingungen dieser Tiere finden nicht statt; Tierschützer dokumentieren regelmäßige grobe Misshandlungen und unwürdige Haltungsbedingungen.